# Oderbruch Museum Altranft

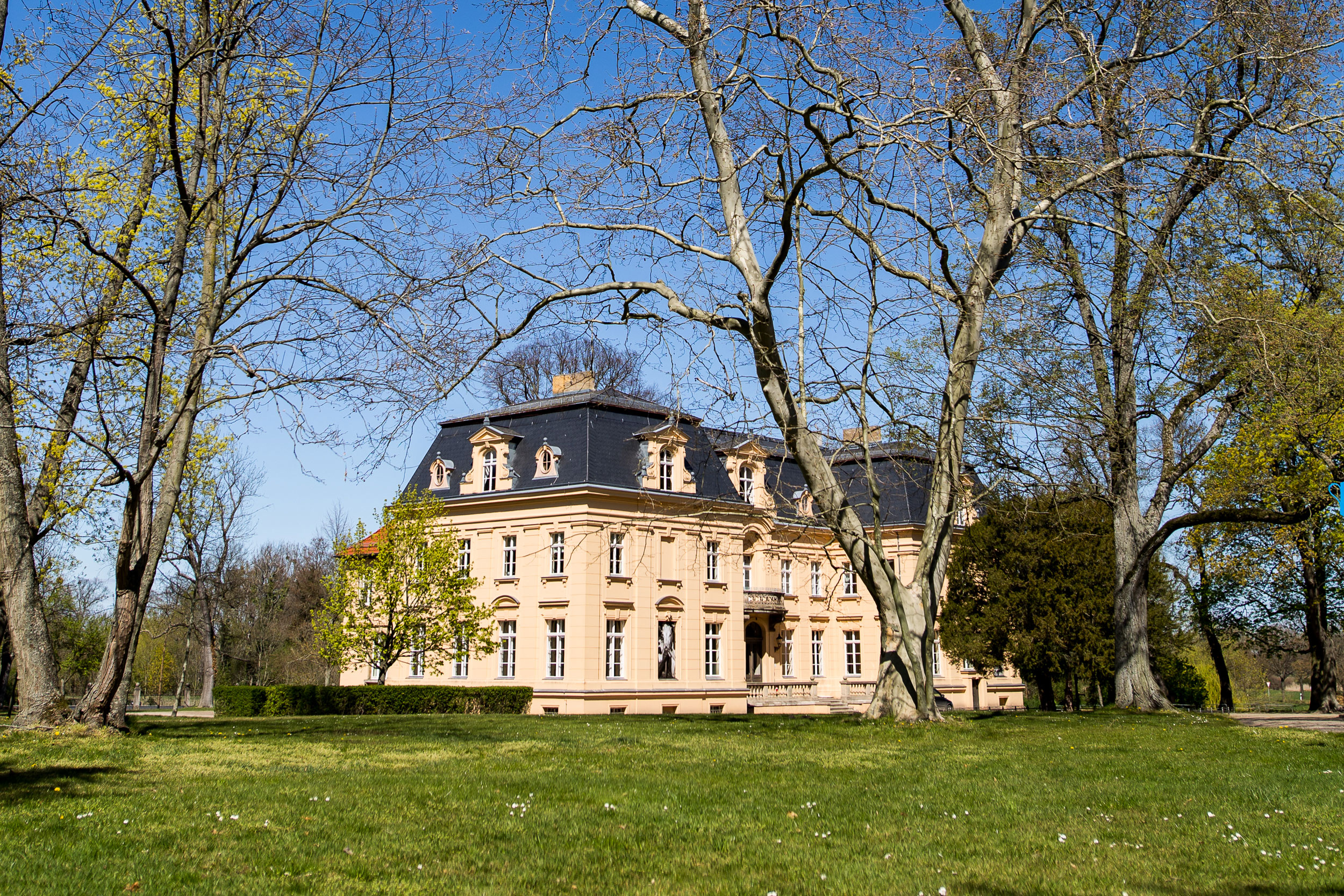
Oderbruch Museum Altranft

Das Oderbruch Museum Altranft – Werkstatt für ländliche Kultur ist eine Kulturinstitution für die Regionalentwicklung des Oderbruchs, in der regionalhistorische und gegenwartsbezogene Perspektiven miteinander verknüpft werden. Es investiert in künstlerische und kulturelle Formen der regionalen Selbstbeschreibung (Objekt, Fotografie, Text, Bild, Kunst, Theater) und nutzt dabei die Arbeitsweisen der Landschaftskommunikation.

## Lage und Gebäude

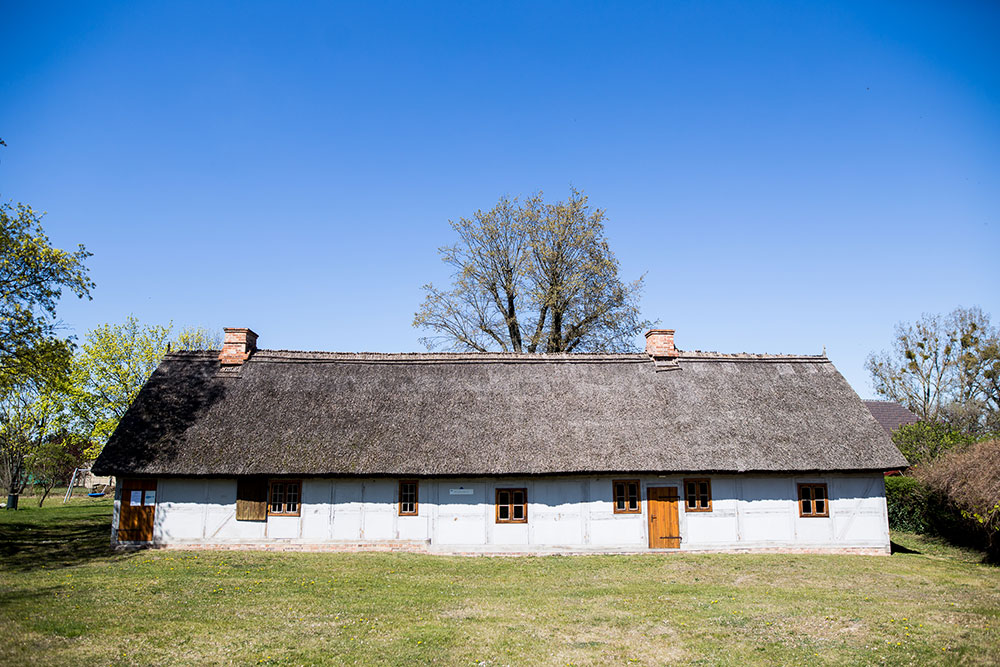
Fischerhaus, errichtet um 1720

Das Museum liegt im Bad Freienwalder Ortsteil Altranft, einem brandenburgischen Gutsbauerndorf am nordwestlichen Rand des Oderbruchs.
Es umfasst:
- das Herrenhaus (das sogenannte Schloss, dessen Baugeschichte bis in das 16. Jahrhundert zurückreicht und das heute als zentraler Ausstellungsbau genutzt wird),
- einen Bauernhof (den sogenannten Berg-Schmidt-Hof), der infolge des Dorfbrandes 1829 am Ortsrand der Alten Heerstraße entstand,
- ein Landarbeiterhaus (das sogenannte Fischerhaus), errichtet um 1720 und heute für Werkstattangebote des Museums genutzt,[3]
- ein Schmiedegehöft, erbaut 1910/11 und heute als Wirtschafts- und Verwaltungsgebäude sowie als Depot genutzt.

Im Rundgang können zudem die Patronatskirche am Anger (eingeweiht 1752), ein Spritzenhaus (gebaut 1862) sowie das gesamte Gutsbauerndorf Altranft besichtigt werden.

## Geschichte
In den späten siebziger Jahren des 20. Jahrhunderts waren vom damaligen Rat des Bezirkes Frankfurt/Oder Konzeptionen zum Aufbau eines Freilichtmuseums im ostbrandenburgischen Altranft in Auftrag gegeben worden, die in den achtziger Jahren und verstärkt nach 1989 teilweise zur Umsetzung kamen. Kernidee war die Präsentation eines typischen brandenburgischen Gutsbauerndorfes anhand vorhandener Haus- und Gebäudetypen (in situ), wobei ein am Dorfanger gelegenes Kossätenhaus als ältestes Wohnstallhaus der Region zunächst im Zentrum der Aufmerksamkeit stand. In der DDR-Zeit war der Anspruch bestimmend, in Altranft einen über 150-jährigen Emanzipationsprozess der arbeitenden Landbevölkerung zu zeigen. Diese Kernidee war allerdings für die Zeit nach 1989 nicht mehr prägend, sodass fortan das Bemühen um die Schaffung einer möglichst hohen Authentizität bei der musealen Reproduktion des historischen Landlebens im Mittelpunkt stand, z. B. durch Interieurausstellungen und Aktionstage.
Die institutionellen und soziokulturellen Rahmenbedingungen des Museums verschlechterten sich seit den 2000er Jahren. Entscheidend war hierbei die Suburbanisierung des Dorfes Altranft, die sich in der Abwanderung des Gewerbes und der landwirtschaftlichen Strukturen aus dem Dorfkern, in einem veränderten Umgang mit der privaten Bausubstanz und in demografischen Veränderungen niederschlug. 2015 wurde im Landkreis Märkisch-Oderland über eine Schließung des Museums diskutiert. Infolge intensiver kulturpolitischer Debatten wagte der Landkreis als Eigentümer mit Unterstützung der Stadt Bad Freienwalde von 2016–2020 einen Neuanfang im Rahmen einer fünfjährigen Förderung durch die Kulturstiftung des Bundes, die in ihrem Programm TRAFO – Modelle für Kultur im Wandel Kultureinrichtungen bei einer Neuausrichtung auf ihren regionalen Entwicklungskontext unterstützt.

## Ausstellungen

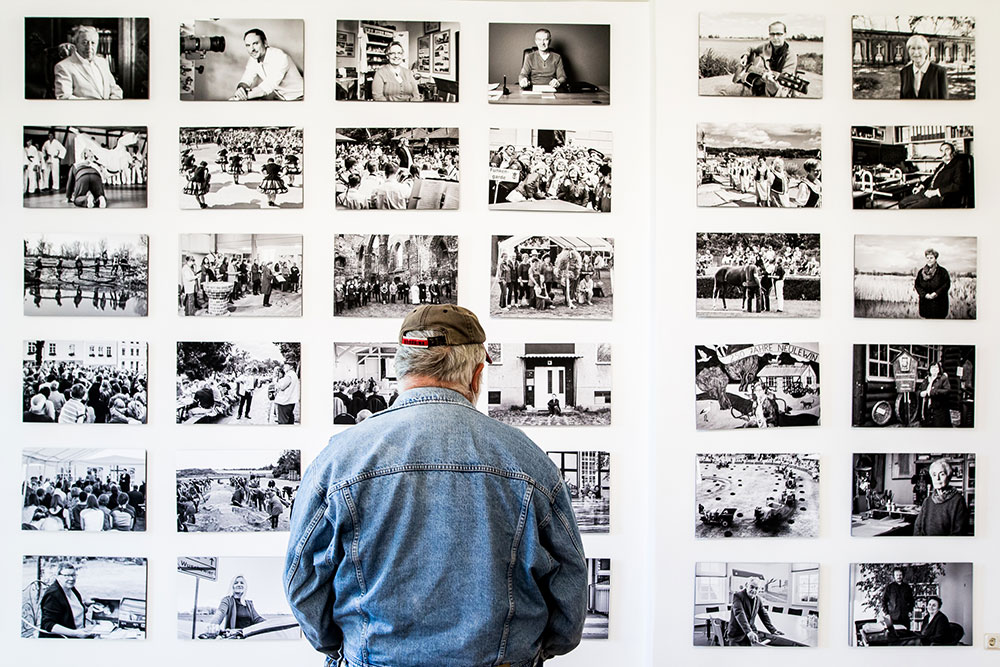
Dauerausstellung Menschen im Oderbruchmuseum Altranft mit Fotografien von Ulrich Seifert-Stühr, Stefan Schick und Michael Anker

Die Ausstellungen des Museums umfassen
- eine jährlich weiterentwickelte Dauerausstellung Das Oderbruch: Wassersystem, Landwirtschaft, Baukultur, Menschen mit Fotografien von Ulrich Seifert-Stühr, Stefan Schick, Michael Anker und Heike Zappe, Werkbänken mit Bild- und Lesematerial sowie dem Oderbruch-Gespinst von Antje Scholz
- den „Schaukasten Oderbruch“- mit Miniaturausstellungen zu den 42 Kulturerbe-Orten des Oderbruchs
- die Oderbruch-Murmelbahn von Reinier Scheers,
- das Studiolo, ein Studierzimmer für das Sammeln im Oderbruch.
- eine Ausstellung zur Geschichte des Dorfes und des Herrenhauses
- gründerzeitliche Interieurs aus der Sammlung Charlotte von Mahlsdorf
- einen Bildersalon mit Kunstwerken zum Oderbruch
- die Ausstellung Ein Zauber von Arbeit zur Sammlung historischer Schmiedewerkzeuge von Manuel Rößler auf dem Berg-Schmidt-Hof
- ein Schaudepot in der Ziegelscheune auf dem Berg-Schmidt-Hof
- eine Installation zum historischen Wandel der Dorfschulen im Oderbruch im Fischerhaus
- die zum Thema „Kirche im Oderbruch“ neu gestaltete Patronatskirche am Anger.

Der Dorfrundgang kann mit einem „Talk Walk“ des Spaziergangsforschers Bertram Weisshaar genutzt werden, der mit Bewohnern Altranfts erarbeitet wurde. Zur Erkundung der Landschaft wurde der „Schwemmsandkegelweg“ als kleine Wanderroute erarbeitet.

## Jahresthemen
Das Oderbruch Museum Altranft arbeitet mit Jahresthemen, in denen jeweils bestimmte Aspekte der Landschaft herausgearbeitet werden. Die Jahresthemen bilden den inhaltlichen und künstlerischen Kernprozess des Museums. Dies waren bisher Handwerk (2016), Wasser (2017), Landwirtschaft (2018), Baukultur (2019), Menschen (2020), Eigensinn (2021), Natur (2022), Jugend (2023) und Kirche (2024). Für 2025 ist das Jahresthema Nachbarschaft geplant. Die Jahresthemen bilden die inhaltliche Grundlage für das jeweilige Museumsprogramm. Sie werden aus jeweils 20–30 Befragungen von Menschen gespeist, die durch ihre eigene Praxis eigenes Erfahrungswissen beitragen können. Das Befragungsset ist immer möglichst heterogen. Aus den Befragungen mit begleitender Fotografie sowie parallelen Quellenrecherchen werden Ausstellungen, Salongespräche, künstlerische Begleitvorhaben, Kooperationsprojekte und Theaterstücke entwickelt. Jedes Jahresthema wird mit einem Werkstattbuch abgeschlossen, in dem die Texte aus den Befragungen mit Fotoessays sowie zusätzlich aufgeschlossenen Quellen veröffentlicht werden.

## Kulturerbe Oderbruch
Das Oderbruch Museum Altranft ist Koordinationsstelle der Initiative „Kulturerbe Oderbruch“, durch deren Arbeit die Kommunen des Oderbruchs 2022 das Europäische Kulturerbe-Siegel erlangt haben. Zu diesem Zweck wurde im März 2020 die Kommunale Arbeitsgemeinschaft Kulturerbe Oderbruch gegründet. Eine entsprechende Bewerbung  wurde in den Jahren 2017 und 2018 erarbeitet, im Herbst 2019 vom brandenburgischen Ministerium für Wissenschaft, Forschung und Kultur (MWFK) an die Kultusministerkonferenz übergeben und von dieser im Jahr 2020 für die Prüfung und Entscheidung durch eine Jury nach Brüssel nominiert.
Die Bewerbung wurde 2022 von einer Jury der Europäischen Kommission ausgezeichnet und das Siegel am 13. Juni 2022 in Brüssel übergeben. Die Bewerbung gliedert sich in den Nachweis der europäischen Bedeutung der Kulturlandschaft Oderbruch und in eine Vorstellung des Projekts, das im Zusammenhang mit einer Ausweisung als Europäisches Kulturerbe realisiert wird. 2022 hatte die Bewerbung Erfolg, das Oderbruch erhielt am 13. Juni 2022 in Brüssel das Europäische Kulturerbe-Siegel. Die europäische Bedeutung wird mit vier Kernaussagen beansprucht:
- Das beispielhafte Wassersystem des Oderbruchs basiert auf dem fortschrittlichsten ingenieurtechnischen Wissen im Wasserbau des 18. Jahrhunderts und wurde über 270 Jahre hinweg trotz Kriegen, Systemumbrüchen und Katastrophen immer weiter optimiert.
- Die im Zuge der preußischen Binnenkolonisation im Oderbruch siedelnden Kolonistenfamilien prägten eine Kultur freier Bauern und landschaftlicher Selbstverantwortung.
- Die Geschichte der Landschaft ist in den Siedlungsstrukturen aus Fischerdörfern, Kolonistendörfern, Loose-Gehöften und Ausbauten der DDR-Zeit außerordentlich gut lesbar.
- Die ländliche Kultur des Oderbruchs ist durch immer wiederkehrende Migration und eine hohe Aufnahmebereitschaft für neue Siedler geprägt.

Das Projekt Kulturerbe Oderbruch basiert auf 42 Kulturerbe-Orten in der ganzen Region.  Darunter sind Heimatstuben und kleine Museen, charakteristische Dörfer, Kirchen, Schöpfwerke und Kulturlandschaftselemente. Diese Kulturerbe-Orte investieren in eine gemeinsame landschaftliche Erzählung. Sie präsentieren sich als kulturtouristisches Netzwerk, sind Gegenstand der Landschaftlichen Bildung sowie der künstlerischen Aneignung. Jedes Jahr werden die Kulturerbe-Orte im Reiseführer Schau ins Bruch mit begleitenden Reiseinformationen vorgestellt.

## Landschaftliche Bildung

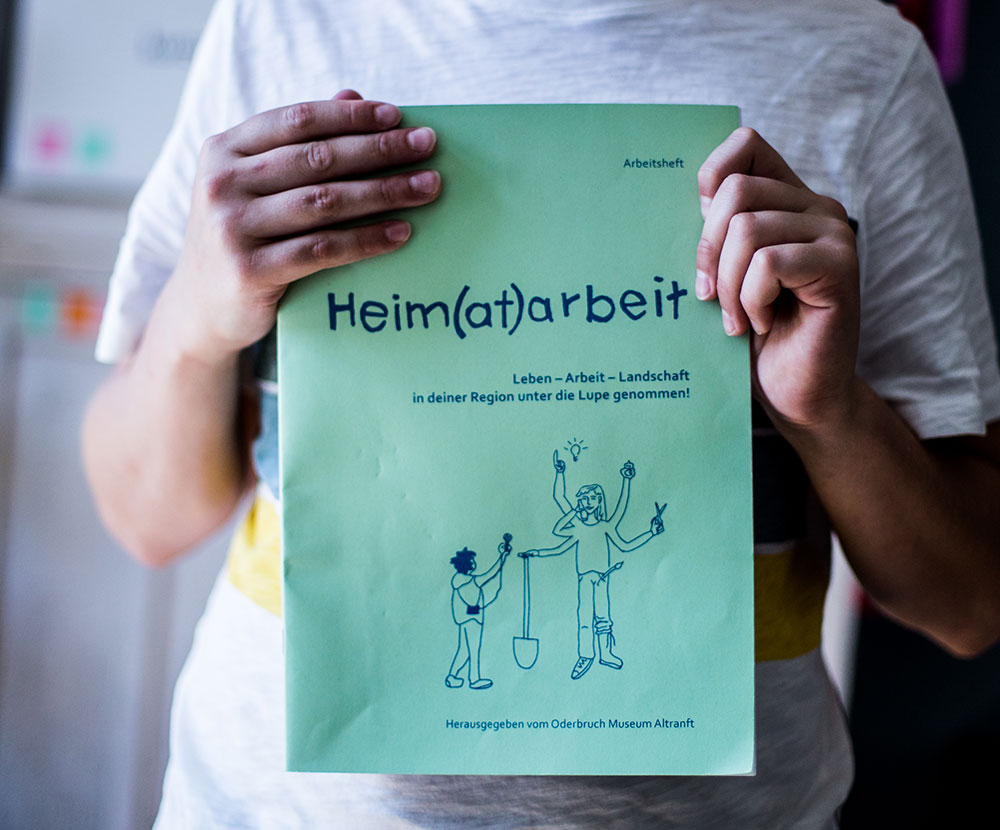
Heimatarbeit. Ein Projekt der Landschaftlichen Bildung am Oderbruch Museum

Landschaftliche Bildung ist kulturelle Bildung mit Raumbezug und hat zudem Schnittmengen mit der politischen Bildung sowie mit der Umweltbildung und der Bildung für nachhaltige Entwicklung.
Landschaftliche Bildung soll Menschen bei einer vielfältigen, praktischen, künstlerischen, wissenschaftlichen und kommunikativen Aneignung ihres Raums unterstützen und ihnen dazu praktische Anregungen geben. Die Arbeitsweisen der Landschaftlichen Bildung entstanden im Anschluss an das Europäische Landschaftsübereinkommen und wurden 2011 im Rahmen einer Sommerschule der Akademie für Landschaftskommunikation mit der TU Dresden sowie der Hochschule Osnabrück entwickelt.
In Projekten mit Schulen im Oderbruch fanden sie seither ihre Weiterentwicklung und methodische Ausdifferenzierung. Am Oderbruch Museum Altranft wird Landschaftliche Bildung in Form von Werkstattangeboten, Regionalprojekten mit Partnerschulen im Oderbruch sowie im Langzeitprojekt Heimatarbeit realisiert. Prägend ist eine Vielfalt an Medien und Techniken, die in der landschaftlichen Bildung zur Anwendung kommen, z. B.
- Filme (mit Jugendlichen über Kulturerbe-Orte im Oderbruch)
- Befragungen (im Projekt Heimatarbeit von Menschen im Oderbruch)
- alte Handwerkstechniken (Filzen, Flachsen)
- Sammlung und Ausstellung von Gegenständen der Arbeitskultur der Landschaft
- Illustration, Malerei, Druck und andere künstlerische Techniken
- Medientechniken (Audio, Fotografie und Video)

Eine Museumswerkstatt für die Landschaftliche Bildung sowie die Mitgebselsammlung des Projektes Heimatarbeit sind Teil des Ausstellungsrundgangs.

## Trägerschaft und Finanzierung
Das Museum befindet sich in Trägerschaft des Museumsvereins Altranft e.V. Seine Grundfinanzierung erfolgt durch den Landkreis Märkisch-Oderland. Für die Programmentwicklung werden Projektmittel der Kommunen des Oderbruchs, des Landes Brandenburg, des Bundes sowie von Stiftungen (z. B. Drosos Stiftung 2017–2022, Kulturstiftung des Bundes 2016–2020) genutzt. Eine große Bedeutung hat die Förderung als „kultureller Ankerpunkt“ im Land Brandenburg durch das Ministerium für Wissenschaft, Forschung und Kultur des Landes Brandenburg seit 2022.

## Sonstiges
Das Oderbruch Museum Altranft wurde 2018 mit dem Berlin-Brandenburg-Preis der Stiftung Zukunft Berlin ausgezeichnet.
Der Museumsverein Altranft e.V. wurde 2021 mit dem Unternehmerpreis des Ostdeutschen Sparkassenverbandes ausgezeichnet.